# Tangara à galons blancs
Tachyphonus rufus
Espèce
Statut de conservation UICN

 LC  : Préoccupation mineure
Le Tangara à galons blancs (Tachyphonus rufus) est une espèce de passereaux appartenant à la famille des Thraupidae.

## Répartition
Son aire s'étend du Costa Rica à l'Uruguay (rare en Amazonie).